# Trichoglossus
Trichoglossus – rodzaj ptaków z podrodziny dam (Loriinae) w obrębie rodziny papug wschodnich (Psittaculidae).

## Zasięg występowania
Rodzaj obejmuje gatunki występujące na Celebesie, Małych Wyspach Sundajskich, Flores, Molukach, Nowej Gwinei, Wyspach Lojalności, Biak, Australii, Wyspach Sula, Filipinach i Karolinach.

## Morfologia
Długość ciała 20–30 cm, rozpiętość skrzydeł około 46 cm; masa ciała 48–169 g.

## Systematyka
Rodzaj zdefiniował w 1826 roku brytyjski entomolog i ornitolog James Francis Stephens w części poświęconej ptakom w publikacji George’a Shawa poświęconej zoologii. Stephens wymienił kilka gatunków – Psittacus haematotus J.F. Gmelin, 1788 (= Psittacus haematodus Linnaeus, 1771), Psittacus capistratus Bechstein, 1811, Psittacus concinnus Shaw, 1791, Psittacus pusillus Latham, 1790, Psittacus porphyrio Shaw, 1789 (= Psittacus peruvianus Statius Müller, 1776), Psittacus australis J.F. Gmelin, 1788 i Psittacus chlorolepidotus Kuhl, 1820 – z których gatunkiem typowym jest (późniejsze oznaczenie) Psittacus haematotus J.F. Gmelin, 1788 (= Psittacus haematodus Linnaeus, 1771) (lorysa górska).

### Etymologia
- Trichoglossus: gr. θριξ thrix, τριχος trikhos ‘włos’; γλωσσα glōssa ‘język’[8].
- Australasia (Australia): fr. Australie ‘Australia’; Malaisie ‘Malezja’[9]. Gatunek typowy: Lesson wymienił trzy gatunki – Australasia novaehollandiae Lesson, 1830 (= Psittacus haematodus Linnaeus, 1771), Australasia malaisiae Lesson, 1830 (= Psittacus ornatus Linnaeus, 1758) i Australasia viridis Lesson, 1830 (= Psittacus chlorolepidotus Kuhl, 1820) – z których gatunkiem typowym jest (późniejsze oznaczenie) Australasia novaehollandiae Lesson, 1830 (= Psittacus haematodus Linnaeus, 1771)[10].
- Eutelipsitta: anagram rodzaju Psitteuteles różnych autorów (por. gr. ευτελης eutelēs ‘tani, marny’, od τελος telos ‘koszt’; nowołac. psitta ‘papuga’, od gr. ψιττακη psittakē ‘papuga’)[11].
- Oenopsittacus: gr. οινωψ oinōps, οινωπος oinōpos ‘głęboka czerwień, koloru wina’; ψιττακος psittakos ‘papuga’[12]. Gatunek typowy (oznaczenie monotypowe): Chalcopsitta rubiginosa Bonaparte, 1850.

### Podział systematyczny
Do rodzaju należą następujące gatunki:
- Trichoglossus rubiginosus (Bonaparte, 1850) – lorysa wiśniowa
- Trichoglossus chlorolepidotus (Kuhl, 1820) – lorysa zielonogłowa
- Trichoglossus rosenbergii Schlegel, 1871 – lorysa czarnobrzucha
- Trichoglossus haematodus (Linnaeus, 1771) – lorysa górska
- Trichoglossus moluccanus (J.F. Gmelin, 1788) – lorysa niebieskobrzucha
- Trichoglossus rubritorquis Vigors & Horsfield, 1827 – lorysa obrożna
- Trichoglossus euteles (Temminck, 1835) – lorysa oliwkowogłowa
- Trichoglossus capistratus (Bechstein, 1811) – lorysa timorska
- Trichoglossus weberi (Büttikofer, 1894) – lorysa zielona
- Trichoglossus forsteni Bonaparte, 1850 – lorysa większa